# Catarhoe elbursica
Catarhoe elbursica là một loài bướm đêm trong họ Geometridae.